# فرانسیس گیفورد
فرانسیس گیفورد (انگلیسی: Mary Frances Gifford؛ ۷ دسامبر ۱۹۲۰ – ۲۲ ژانویهٔ ۱۹۹۴) یک هنرپیشه اهل ایالات متحده آمریکا بود.

## بخشی از فیلمشناسی

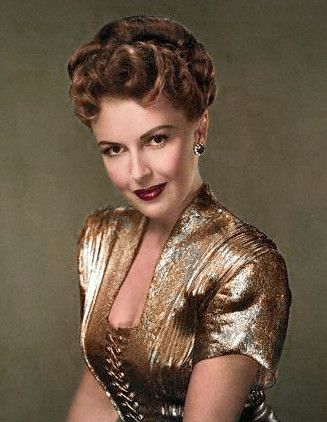

از فیلم‌ها یا برنامه‌های تلویزیونی که وی در آن نقش داشته‌است می‌توان به آثار زیر اشاره کرد.
- در صحنه (۱۹۳۷)
- آقای اسمیت به واشینگتن می‌رود (۱۹۳۹)
- سوارکاری در اوج (۱۹۵۰)